# Josef Albers
Josef Albers (egyes helyeken Joseph) (Bottrop, 1888. március 19. – New Haven, 1976. március 25.) német képzőművész, művészettörténész és nevelő, akinek művészete mind Európa, mind Amerika 20. századi művészetére nagy hatással volt.

## Életpályája
Vesztfáliában született. Berlinben, Essenben és Münchenben tanult, mielőtt 1920-ban beiratkozott a weimari Bauhausba, ahol később tanított. 1925-től professzor (ebben az évben költözött át a Bauhaus Dessauba).
1933-ban a nácizmus elől az Amerikai Egyesült Államokba emigrált, ahol csatlakozott az észak-karolinai Black Mountain College-hoz.
Tanítványai közé tartozott Robert Rauschenberg, Cy Twombly, Ray Johnson és Susan Weil. 1950-ben átköltözött New Havenbe, és a Yale Egyetemen tanított tovább. Itt Richard Anuszkiewicz és Eva Hesse voltak a leghíresebb tanítványai. New Havenben hunyt el, hű feleségével, Annival az oldalán.
Alapítványukat, a The Josef and Anni Albers Foundationt a  Waddington Galleries és az Alan Cristea Gallery London képviselik.

## Magyarul
- Színek kölcsönhatása. A látás didaktikájának alapjai; ford. Mauer Dóra; Magyar Képzőművészeti Egyetem–Arktisz, Bp., 2007